# Platyja cyanopasta
Platyja cyanopasta är en fjärilsart som beskrevs av Turner 1908. Platyja cyanopasta ingår i släktet Platyja och familjen nattflyn. Inga underarter finns listade i Catalogue of Life.